# Calophya verticis
Calophya verticis är en insektsart som först beskrevs av Crawford 1919.  Calophya verticis ingår i släktet Calophya och familjen Calophyidae. Inga underarter finns listade i Catalogue of Life.